# おーい!ムコどの
『おーい!ムコどの』は、1996年6月3日〜7月19日にTBS「花王 愛の劇場」枠にて放送された昼ドラマである。

## キャスト
- 素子 - ちはる
- 太一 - 布川敏和
- 高橋克実
- 由希子 - あいはら友子
- 篤子 - 岩崎加根子
- 小松方正
- 片山万由美
- 影山絵里子
- 中村たつ
- 秋山菜津子
- 山崎夏菜

## スタッフ
- 原作 - 佐藤愛子
- 脚本 - 東多江子
- 製作 - 国際放映、TBS

## 主題歌
- 『マザー（Mother～マザー）』

作詞 - 秋元康 / 作曲 - 鈴木キサブロー / 編曲 - 林有三　/ 歌 - 和田アキ子